# 지안카를로 코폴라
지안카를로 코폴라(Gian-Carlo Coppola, 1963년 9월 17일 ~ 1986년 5월 26일)는 미국의 영화 프로듀서, 영화 배우이다.
1963년 9월 17일에 캘리포니아주 로스앤젤레스에서 영화 감독 프랜시스 포드 코폴라의 아들로 태어났으며 니콜라스 케이지의 사촌, 로만 코폴라와 소피아 코폴라 남매의 형이기도 하다. 아내인 재키 디 라 폰테인과 결혼하여 딸인 지아 코폴라를 두었다. 1986년 5월 26일에 메릴랜드주 애나폴리스에서 보트가 전복되는 사고로 인하여 사망하였다.

## 영화
- 럼블 피쉬 (1983년)
- 아웃사이더 (1983년)
- 지옥의 묵시록 (1979년)
- 대부 (1972년)